# Rashtrapati Bhavan
Rashtrapati Bhavan (in Hindi: राष्ट्रपति भवन  in italiano: Residenza presidenziale) è la residenza ufficiale del Presidente dell'India. Può sia riferirsi alla sola residenza (di 340 stanze) che ospita gli appartamenti presidenziali, saloni, camere degli ospiti ed uffici, sia all'intera tenuta di 130 ettari che include i giardini moghul presidenziali, ampi spazi aperti, gli alloggi del personale, le scuderie, gli uffici secondari ed altri edifici compresi nelle mura perimetrali. Per fare un paragone, l'intero complesso della Casa Bianca negli Stati Uniti è 17 volte più piccolo. È la terza residenza più estesa di un capo di Stato del mondo dopo il Palazzo del Quirinale a Roma e Ak Saray ad Ankara.

## Storia
Quando il progetto per la costruzione di Nuova Delhi, adiacente a sud alla città vecchia, fu sviluppato negli inizi del ventesimo secolo, alla casa del Governatore generale vennero dati un enorme peso ed una posizione preminente nella pianificazione della nuova città. Circa 1600 ettari di terreno vennero acquistati per iniziare la costruzione della casa del Viceré e l'adiacente Secretariato. Con l'Atto 1984 di Acquisizione del terreno, fra il 1911 ed il 1916 vennero demoliti i villaggi preesistenti di Raisina e di Malcha e vennero trasferite circa trecento famiglie.
Il progetto architettonico della residenza venne affidato all'architetto inglese Edwin Landseer Lutyens, una figura di grande importanza per la progettazione della nuova città. Il palazzo del Governatore generale risultò molto simile ai progetti originali che Lutyens mandò a Herbert Baker, da Simla il 14 giugno 1912. Lo stile di Lutyens rimanda principalmente al classico, con colori e dettagli ispirati dall'architettura indiana. I rapporti fra Lutyens e Baker, assegnati uno per la costruzione della casa del Viceré, l'altro per quella dei due secretariati, iniziarono amichevolmente. Il progetto originale consisteva nel posizionare la casa del Viceré sulla sommità della collina di Raisina, con i secretariati edificati inferiormente. Fu poi deciso di costruire circa 350 metri più indietro, e di erigere tutti e due gli edifici sull'altopiano. Nonostante Lutyens volesse che la casa del Viceré risultasse più alta, fu costretto ad abbandonare i suoi piani e, dopo il completamento, entrò in contrasto con Baker, dato che la vista della facciata del palazzo era molto ridotta a causa della forte angolazione del terreno.

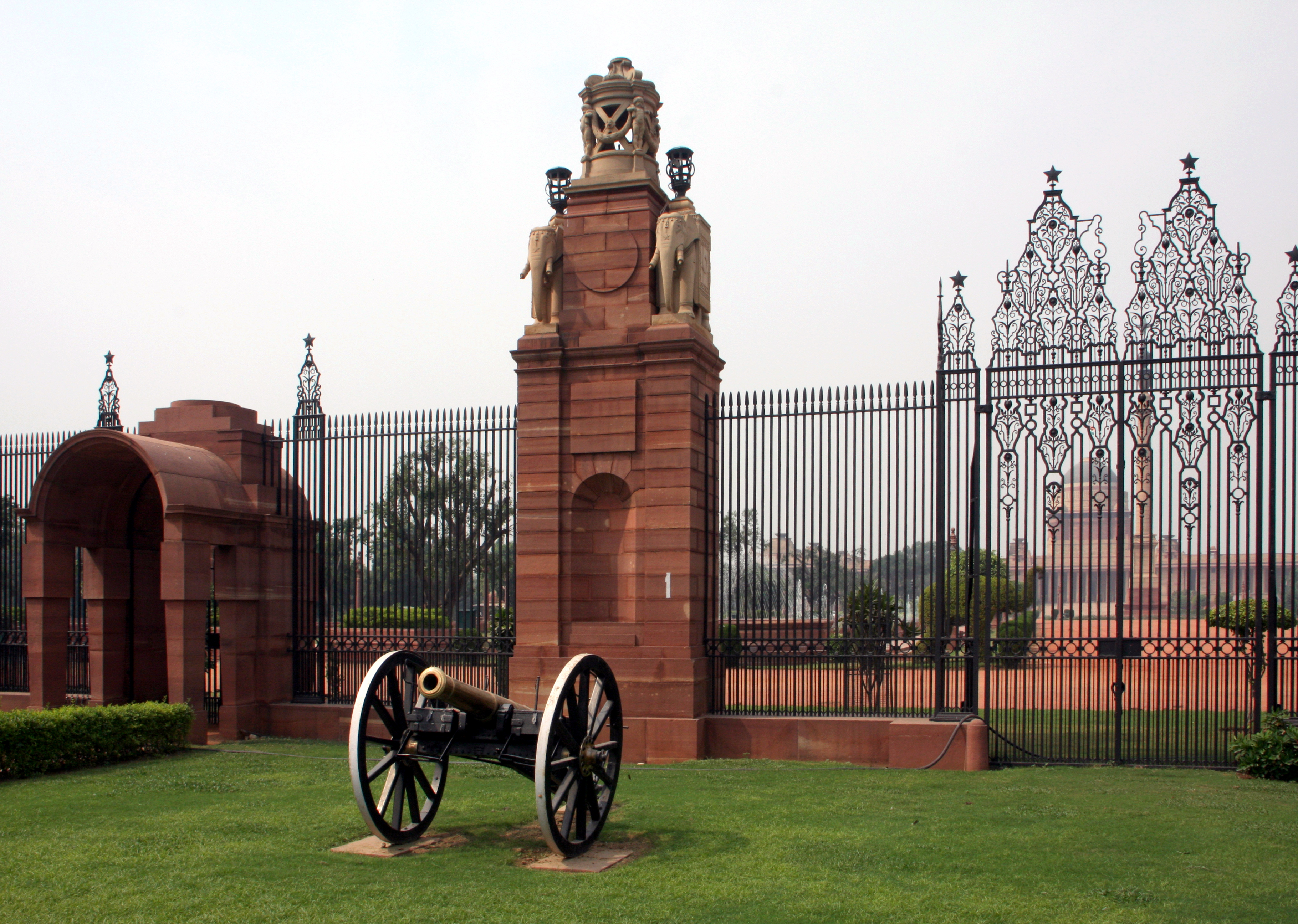
Cannone fuori l'entrata

Lutyens combatté per i suoi aggiustamenti, tuttavia non fu in grado di cambiare il progetto. Il comitato stabilì nel gennaio 1914 che l'angolazione non avrebbe dovuto superare 1 m in 25, tuttavia si decise alla fine 1 in 22, un'angolazione maggiore che avrebbe influenzato la visibilità del palazzo. Nonostante Lutyens fosse a conoscenza del problema, e della possibilità che il palazzo del Viceré sarebbe potuto risultare nascosto dall'angolazione del terreno, si pensa che Lutyens non realizzò completamente che solo una piccola parte della facciata sarebbe stata visibile dall'esterno. Nel 1916 il comitato imperiale di Delhi rifiutò la proposta di Lutyens di alterare l'inclinazione. L'architetto allora pensò che Baker fosse più interessato alle entrate economiche e al compiacere il governo che alla buona riuscita del progetto.
Lutyens viaggiò fra India ed Inghilterra per circa venti anni, per lavorare alla costruzione della casa del Viceré in tutti e due i paesi. Lutyens dovette ridurre l'ampiezza della residenza da 370,000 a 240,000 m³ per le restrizioni economiche di Lord Hardinge. Nonostante i pochi mezzi, l'architetto volle comunque che la casa mantenesse quella grandiosità cerimoniale già concepita nel progetto precedente.

## Profilo architettonico

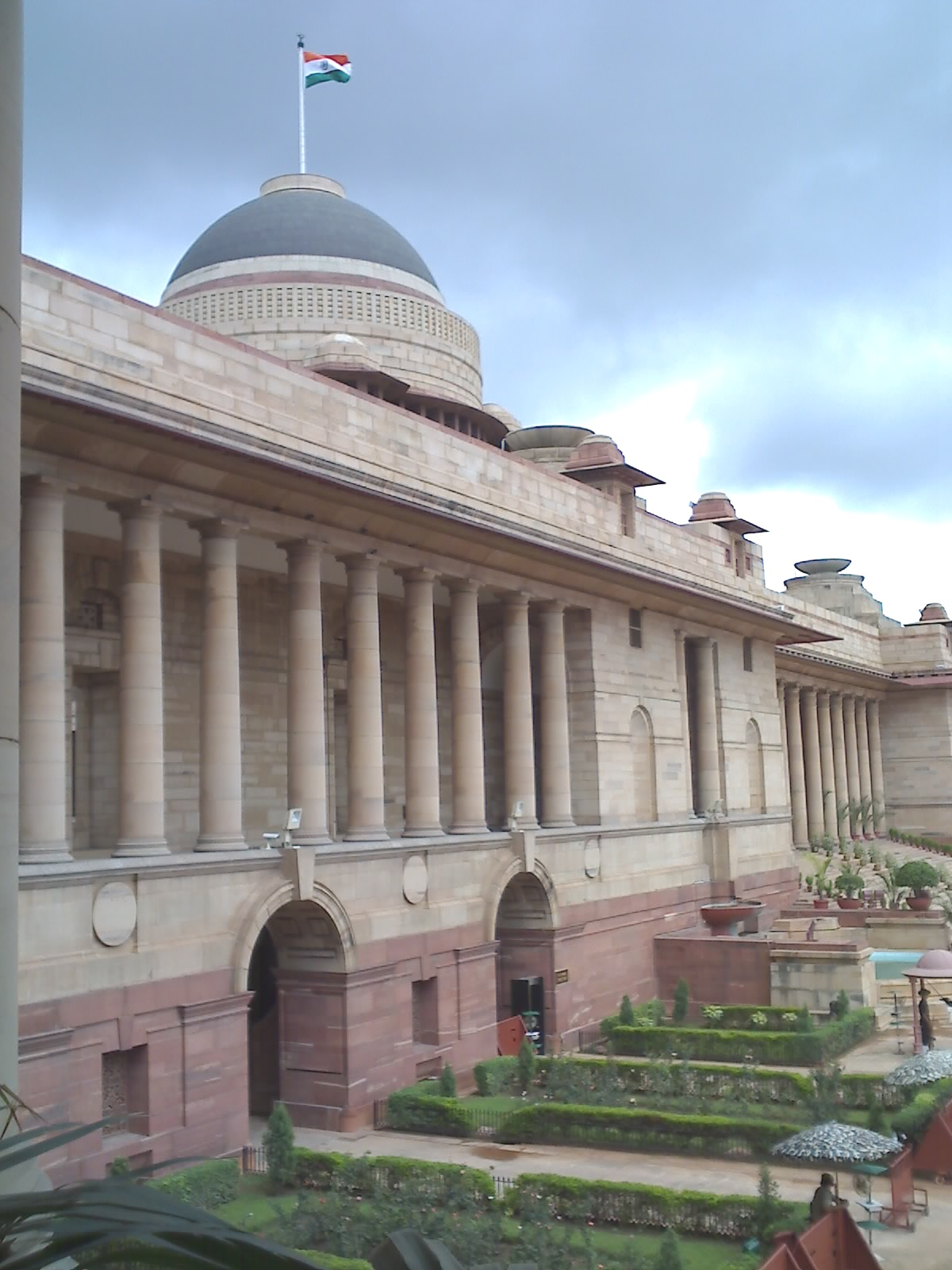
La cupola centrale

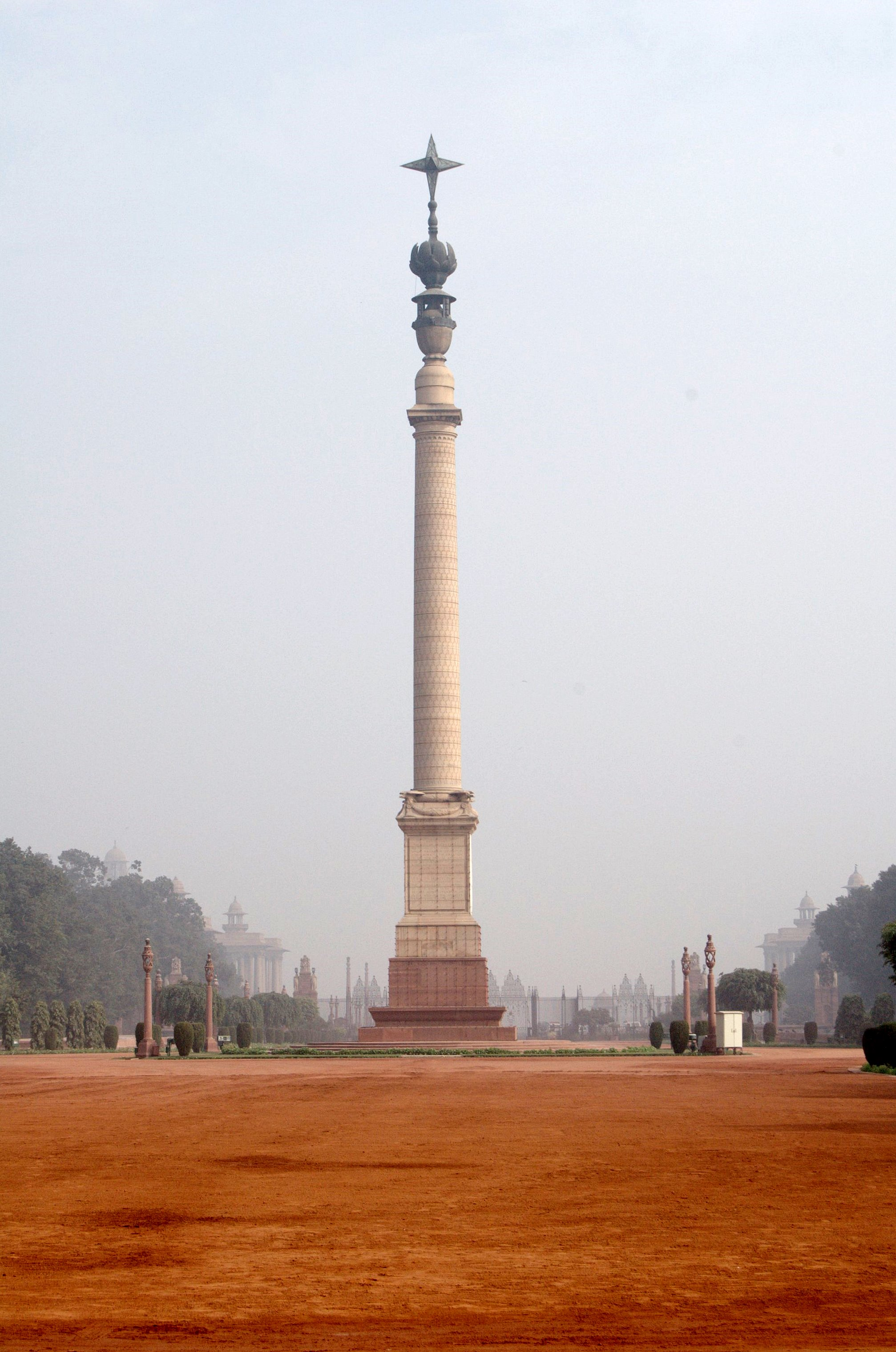
Colonna Jaipur

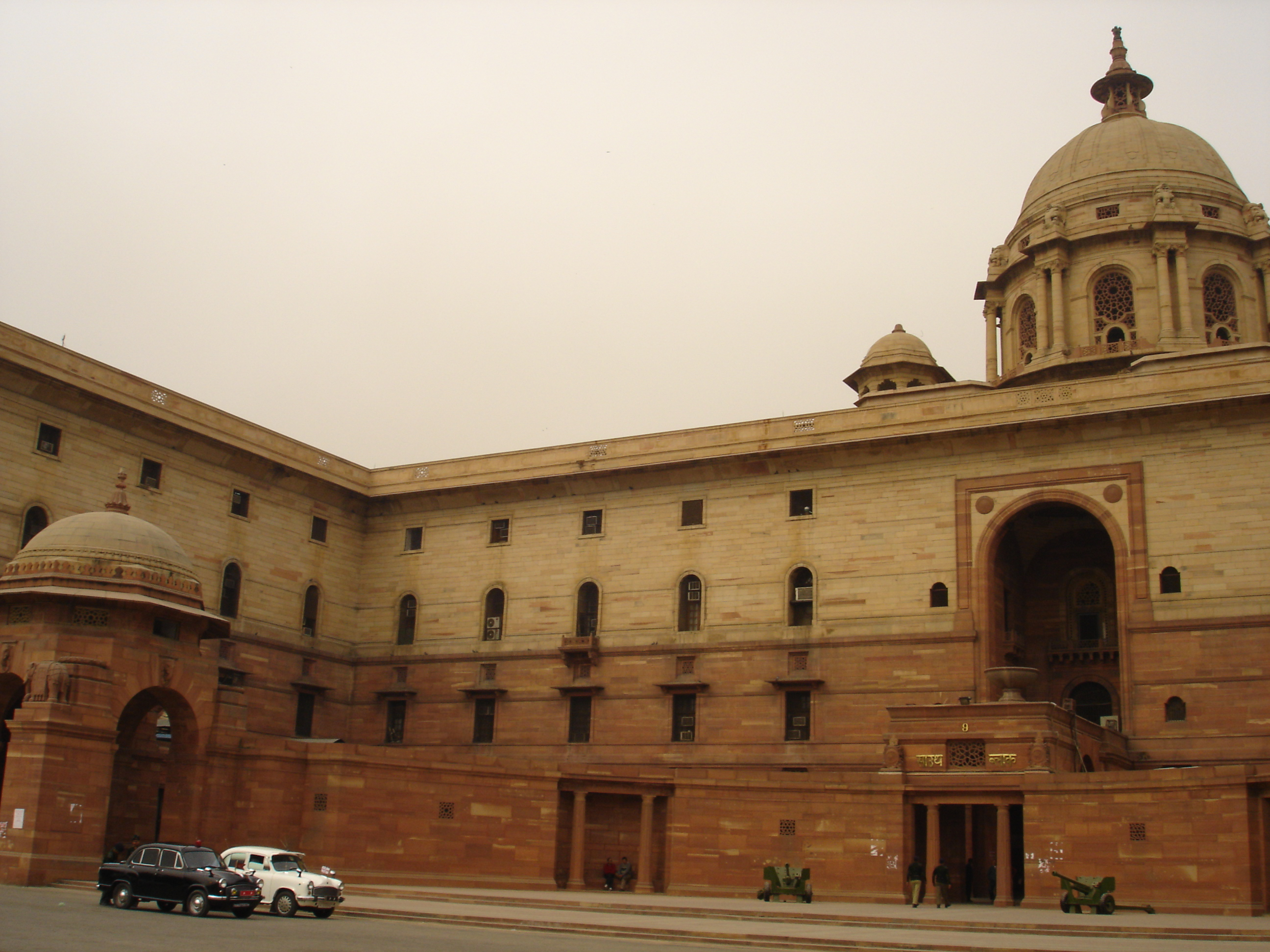
La struttura ornamentale a forma di cupola è conosciuta come Chuttri, parte integrante dello stile architettonico indiano.

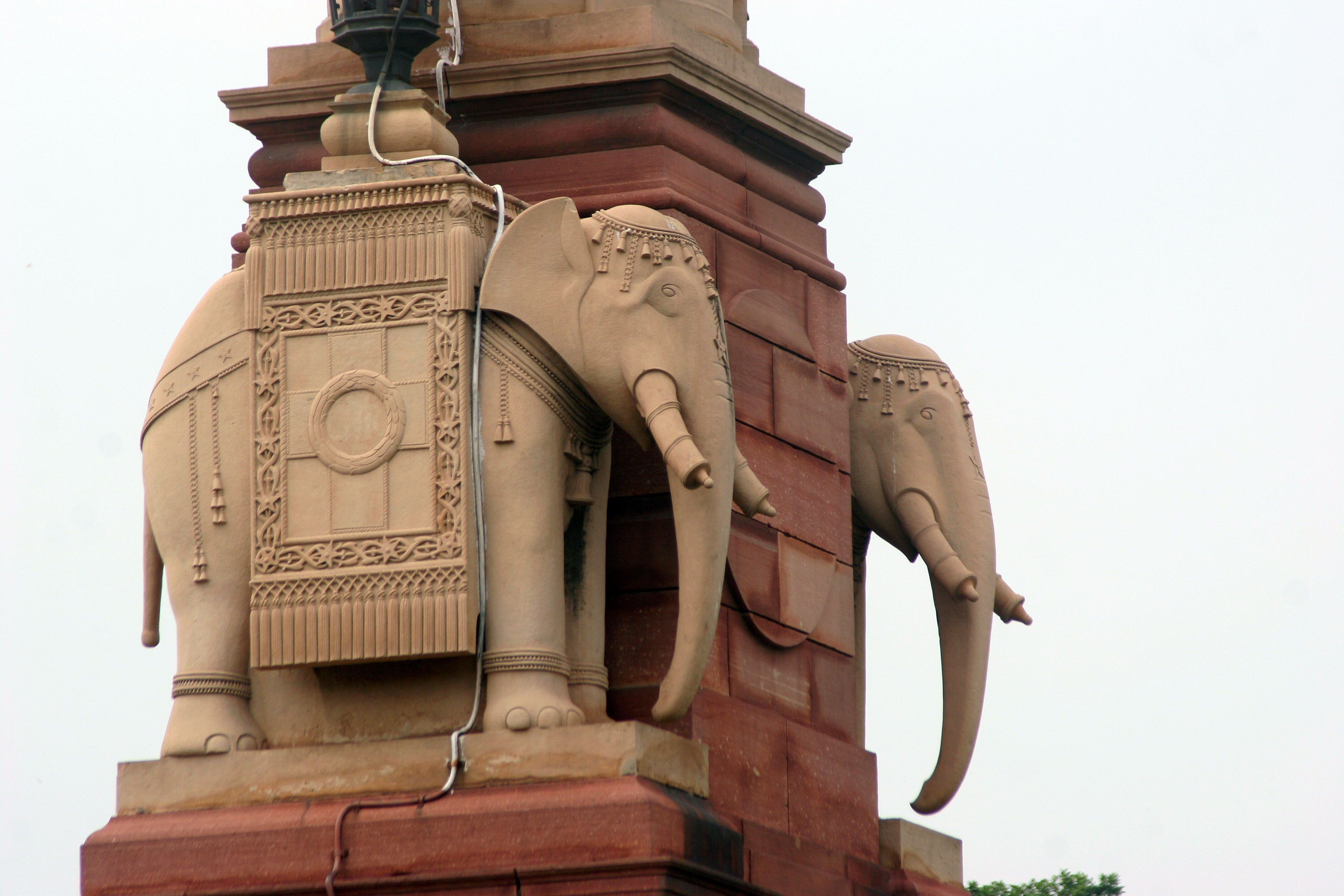
Statue di elefanti nel muro più esterno

Molti stili indiani vennero aggiunti all'edificio.  Questi includono molte vasche di pietra circolari sopra il palazzo, dato che i giochi d'acqua sono una parte importante dell'architettura indiana. Venne anche fatto uso del chhajja, tetto a spiovente che sporge dalla costruzione di circa due metri e mezzo. Esso protegge le finestre dal sole rovente d'estate e dalla pioggia durante la stagione monsonica. Sui bordi del tetto vi sono anche molti chhatri, padiglioni a forma di cupola, che contribuiscono a spezzare la continuità del tetto non coperto dalla cupola. Lutyens fece suoi alcuni stili indiani, usandoli tuttavia con parsimonia e in maniera efficace per tutto l'edificio. Ci sono inoltre statue di elefanti, di cobra, come anche bassorilievi alla base della colonna Jaipur, scolpiti dall'inglese Charles Sargeant Jagger. La colonna ha sulla cima una corona ed un fiore di loto di bronzo da cui spunta una stella di vetro.
Vi è inoltre l'uso del jali, finestra impreziosita da decori, ispirata allo stile di Rajasthani. La facciata est del palazzo contiene dodici grandi colonne dell'ordine Delhiano disposte in maniera non uniforme. I capitelli presentano la fusione fra le foglie d'acanto e il soggetto indiano della campana. Veniva detto che, siccome le campane non avrebbero mai suonato, la dominazione inglese non avrebbe mai avuto fine. La facciata non presenta finestre, eccetto nelle ali laterali.
Lutyens fondò alcuni ateliers a Delhi e Lahore per assumere gli artigiani locali. L'ingegnere capo del progetto era Sir Teja Singh Malik, e i quattro imprenditori più importanti includevano Sir Sobha Singh.
Lutyens aggiunse molti riferimenti personali dentro la residenza, come una parte del giardino oppure due finestre nella residenza che ricordano gli occhiali che indossava. La loggia del viceré fu completata nel 1929, e (come il resto di Nuova Delhi) inaugurata nel 1931. Tra il 1932 e il 1933 vennero aggiunte decorazioni importanti specialmente nella sala da ballo, ed eseguite dal pittore italiano Tommaso Colonnello. Dopo la proclamazione d'indipendenza, avvenuta nel 1947, l'allora Governatore generale continuò ad abitare nella residenza, per poi essere succeduto dal primo presidente dell'India nel 1950, quando il paese diventò a tutti gli effetti una repubblica.
Lutyens affermò che per la cupola si ispirò al Pantheon di Roma. C'è inoltre la presenza di elementi architettonici tipici di Moghul e dello stile coloniale europeo. Complessivamente la struttura è nettamente diversa da altri simboli contemporanei dello stile coloniale. Ha 355 stanze decorate ed un'area totale di 19000 m². La struttura è composta da 700 milioni di mattoni per un totale di 85000 m³ di pietra, con un minimo uso di acciaio.

## Pianta
La pianta del palazzo è disegnata intorno ad un enorme quadrato ed include numerosi cortili e molti spazi interni all'aperto. La pianta si articola in due ali: una per il Viceré ed i residenti, l'altra per gli ospiti. L'ala residenziale, un complesso di quattro piani separati fra di loro, era così grande che il primo Governatore generale, Chakravarti Rajagopalachari, decise di vivere nella più piccola ala per gli ospiti, una tradizione che fu poi seguita dai suoi successori. L'ala residenziale originale è ora usata principalmente per ricevimenti di stato e per ospitare capi di stato di paesi stranieri.
Nel centro della struttura principale, sotto la cupola, vi è la Sala Durbar, la quale era conosciuta come Sala del Trono durante la dominazione inglese dato che ospitava i troni del Viceré e della Viceregina. Gli interni di questa sala, come la maggior parte delle altre stanze, sono spogli, basandosi essi più sulla struttura e sulle forme austere piuttosto che sulle intricate decorazioni. Nella sala, le colonne seguono l'ordine Delhiano, che combina linee verticali col motivo di una campana. Le linee verticali che partono dalle colonne sono utilizzate nel fregio che ricorre nella stanza, che distingue l'ordine delle colonne da quello tradizionale. La stanza contiene un candeliere del peso di due tonnellate che pende da 33 metri d'altezza. Gli accessi ai due salotti di stato, la sala da pranzo del presidente e la libreria sono ognuno dei quattro angoli della stanza. Vi sono anche molte logge che si affacciano sui cortili, una grande sala da pranzo con un lungo tavolo, soggiorni, sale da biliardo ed una grande sala da ballo. Giochi d'acqua sono presenti anche dentro la residenza, come presso le scale del Viceré, dove otto leoni di marmo, che rappresentavano lo stemma della Gran Bretagna, riversano dalle loro bocche l'acqua dentro sei vasche.

### La cupola

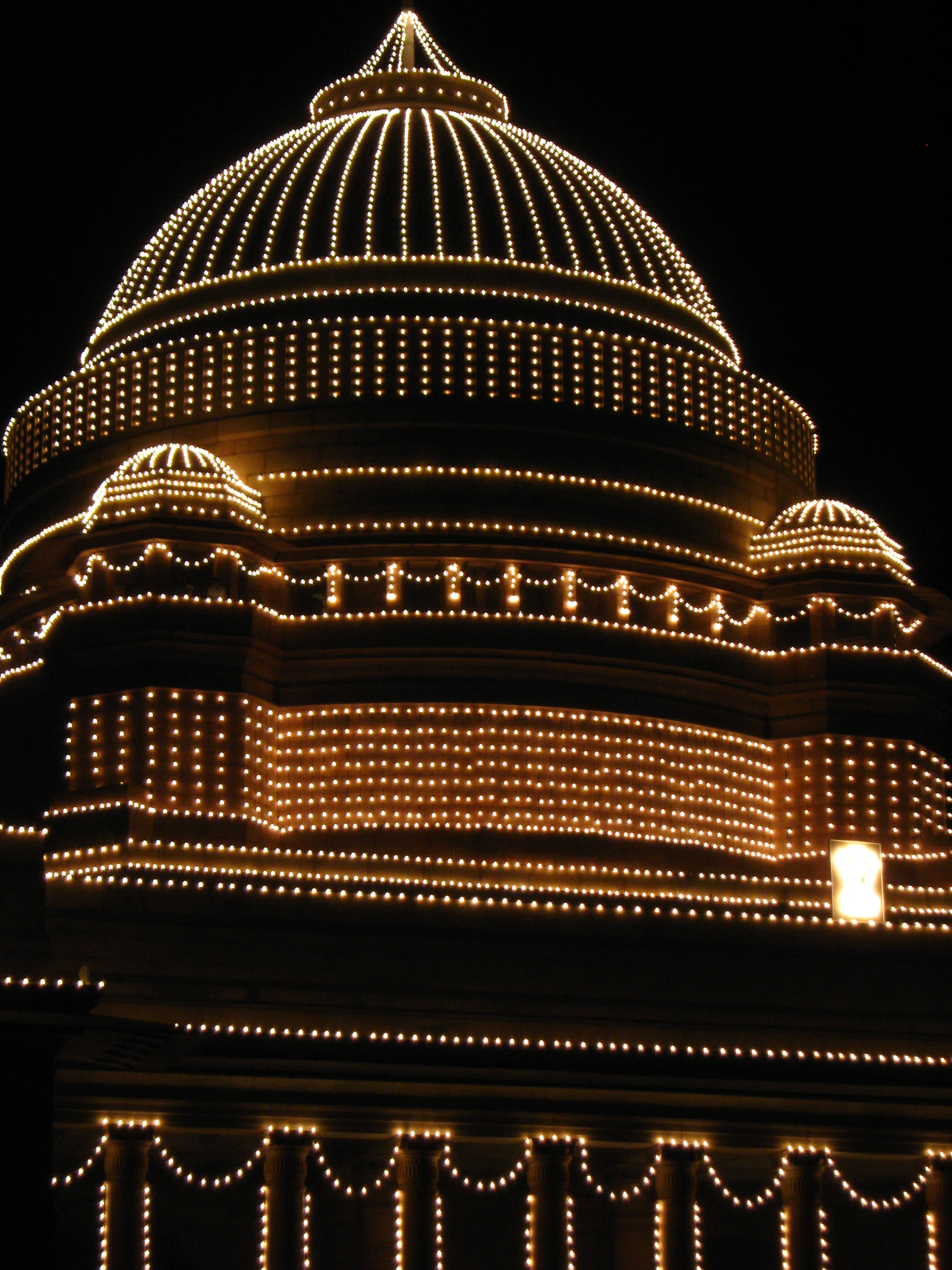
Rashtrapati Bhavan illuminato per l'Indian Republic Day

La cupola centrale rappresenta la fusione fra lo stile indiano e quello inglese. Al centro di essa è costruita un'alta cupola in rame sormontante un tamburo, che risalta rispetto al resto della struttura grazie alla sua altezza. La cupola è esattamente nell'intersezione tra le due diagonali virtuali che corrono tra i quattro angoli della residenza. La cupola è alta due volte in più rispetto all'altezza del resto dell'edificio.
L'altezza della cupola venne aumentata da Lord Hardinge nel progetto del 1913. La cupola ha numerosi riferimenti classici. Lutyens affermò che nel progettarla si era ispirato al Pantheon di Roma, ma è forte anche l'influenza dello stile architettonico tipico del grande Stupa di Sanchi. La cupola è sorretta da colonne perfettamente distanziate fra loro, tra di esse vi è un portico all'aria aperta. I lavori per la struttura in cemento armato della cupola esterna vennero avviati agli inizi del 1929. L'ultima pietra venne posata il 6 aprile dello stesso anno. Fino al 1947 sopra la cupola campeggiava l'union jack britannica, successivamente all'indipendenza dell'India il 15 Agosto l'union jack venne sostituita con l'attuale bandiera indiana

## Giardini moghul
I Giardini moghul situati nella parte posteriore del palazzo sono la sintesi degli stili moghul ed inglese e sfoggiano una vasta varietà di fiori. I giardini sono aperti al pubblico ogni febbraio. Tutti i presidenti che hanno soggiornato al Rashtrapati Bhavan hanno preso misure per il mantenimento dei giardini, contribuendo ognuno nel loro abbellimento. I temi principali tuttavia sono rimasti inalterati.

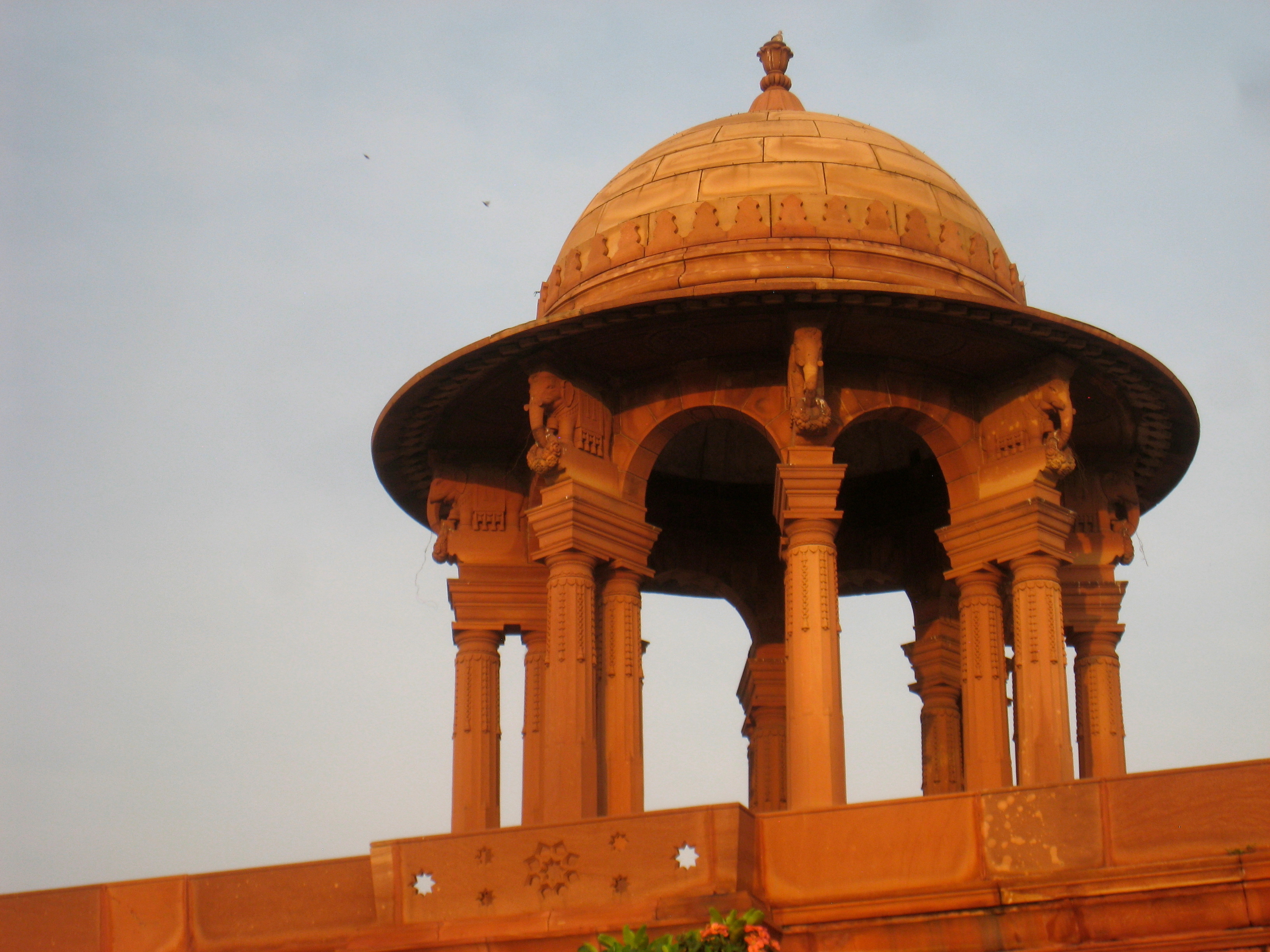
Cupola dell'adiacente Secretariato centrale

### Giardino principale
Due canali che scorrono da nord a sud ed altri due da est ad ovest dividono il giardino in quattro. Per ogni intersezione è costruita una fontana a forma di loto, per un totale di sei. Mentre le fontane lanciano zampilli alti quasi quattro metri intrattenendo i visitatori con il loro gorgogliare, l'acqua dei canali scorre così tranquilla da sembrare ferma. Al centro dei canali sono disposti vassoi di legno per nutrire gli uccelli che abitano il giardino.

### Giardini a terrazza
Presenta due lembi di terra rialzati posti sul lato nord e sud in un livello rialzato rispetto al giardino principale. Le piante qui mantenute sono le stesse del giardino principale. Al centro di tutte e due le terrazze c'è una fontana, la cui acqua cade poi in un pozzo. Ad ovest vi sono due gazebi e ad est due posti di guardia.

### GiardinoPurdha
Posizionato ad ovest rispetto al giardino principale, il giardino corre per tutti e due i lati del corridoio che collega il giardino principale a quello circolare. Chiuso da muri alti tre metri e mezzo, è nella sua maggior parte un roseto. It has 16 square rose beds encased in low hedges. There is a red sandstone pergola in the centre over the central pavement which is covered with Rose creepers, Petrea, Bougainvillea and Grape Vines. Lungo i muri, coperti da rampicanti, sono piantati degli aranci cinesi.
Intorno al giardino circolare vi sono l'ufficio per l'orticulturismo, magazzini, l'asilo ed altri edifici secondari. Viene qui conservata una collezione di bonsai, una delle migliori del paese.

## I lavori di ristrutturazione
Il primo progetto di ristrutturazione del Rashtrapati Bhavan venne iniziato nel 1985  e si concluse nel 1989. Durante i lavori vennero rimosse le aggiunte posteriori della Sala Ashoka e ripristinato il suo aspetto originale grazie al lavoro di Sunita Kohli. La seconda ristrutturazione, iniziata nel 2010, ha coinvolto Charles Correa e Sunita Kohli.